# João Corvelo
João Paulo Valadão Corvelo (nascido em 1981, em Santa Cruz das Flores) é um médico veterinário e político português, foi deputado à Assembleia Legislativa dos Açores, entre 3 de novembro de 2016 e 16 de novembro de 2020, pelo círculo eleitoral das Flores.
É conhecido por ter sido o presidente de junta de freguesia mais novo da Europa, à data da sua primeira eleição pela Freguesia de Cedros, em 2001. João Corvelo é sobrinho do antigo deputado comunista Paulo Valadão, seu tio materno.